# Тамта Малідзе
Тамта Малідзе (нар. 15 вересня 1990, Грузинська РСР) — грузинська футболістка, півзахисниця.

## Клубна кар'єра
На батьківщині виступала за «Іверію» (Хашурі) та «Байя» (Зугдіді).
Навесні 2014 року переїхала до України, де підписала контракт з «Ятрань-Берестівецем». У футболці Вищій лізі України дебютувала 18 квітня 2014 року в переможному (1:0) домашньому поєдинку 1-о туру проти костопільської «Родини». Тамта вийшла на поле в стартовому складі та відіграла увесь матч. У вищому дивізіоні українського чемпіонату зіграла 4 матчі, ще 3 поєдинки провела у зимовій першості України.
У 2015 році повернулася до Грузії, де виступала за столичне «Динамо», а також за «Норчі Дінамоелі».

## Кар'єра в збірній
У футболці національної збірної Грузії дебютувала 24 жовтня 2009 року в програному (0:15) виїзному поєдинку кваліфікації чемпіонату світу проти Данії. Малідзе вийшла на поле в стартовому складі, а на 47-й хвилині її замінила Саломе Хубулурі. У період з 2009 по 2015 рік за національну команду провела 14 поєдинків.